# ルシアーノ・ペルドモ
ルシアーノ・ガストン・ペルドモ（Luciano Gastón Perdomo、1996年9月10日 - ）は、アルゼンチン・ブエノスアイレス州サン・ミゲル・デル・モンテ出身のサッカー選手。CAチャカリタ・ジュニアーズ所属。ポジションはミッドフィールダー。

## 経歴
ヒムナシア・ラ・プラタ時代、2017年5月27日のCAコロン戦後のドーピング検査で大麻の陽性反応が出たことが8月に発覚、12月27日に1年間の出場停止処分を受けた。
2019年1月29日、2020年6月までの契約でCAアルドシビに移籍したが、半年後にCAチャカリタ・ジュニアーズに移籍した。